# Jakob Pistorius
Jakob Pistorius (* vor 1801; † nach 1813) war ein deutscher Holzhändler und von 1804 bis 1813 Maire der Stadt Worms.

## Wirken
Das Wirken von Pistorius ist nur in Fragmenten bekannt, da die Akten der Wormser Munizipalität bislang nur teilweise ausgewertet wurden. Er gehörte bereits vor seiner Amtszeit als Maire ab 1801 der Munizipalität an. 1804 wurde er zum Maire ernannt, nachdem sich sein Vorgänger Georg Strauß das Leben genommen hatte. Pistorius war der erste Reformierte an der Spitze der Stadt; seit der Reformation war die Stadt von Lutheranern geführt worden.
1804 empfing Pistorius zunächst am 2. Oktober Joséphine de Beauharnais und dann am 3. Oktober ihren Ehegatten Napoleon Bonaparte, damals Erster Konsul der Französischen Republik, auf ihrer Reise durch die 1801/02 annektierten Departements am Linken Rheinufer in Worms.
Pistorius berichtete in einem von ihm im Jahr 1805 verfassten Brief über die Wirtschaftslage in Worms an die Verwaltung des Arrondissements Speyer: „Durch die Douanegesetze ist der auswärtige [Handel] ganz vernichtet worden“. Er stellte in seinem Schreiben fest: „Hier wird außer einigem Tabakk, Oehl, Essig und Brandewein nichts ins große fabricirt und auch diese Fabricaturen sind aus obigen Gründen am Abnehmen“.